# Pásovec šestipásý
Pásovec šestipásý (Euphractus sexcinctus), ve starších zdrojích jako pásovec šestikruhý, je druh pásovce z čeledi pláštníkovití, jehož druhovým znakem je mj. zploštělá a zašpičatělá hlava, 6–8 pásů na krunýři nebo 2–4 otvory v křížovém štítu spojovanými s pachovými žlázami. Jedná se o jediného zástupce rodu Euphractus.

## Systematika
Druh formálně popsal švédský přírodovědec Carl Linné v 10. vydání Systema naturae jako Dasypus sexcinctus. Moderní systematika zařazuje pásovce šestipásého do monotypického rodu Euphractus, tribu Euphractini a podčeledi Euphractinae v rámci čeledi  pláštníkovití (Chlamyphoridae). Ke starším českým názvům druhu patří pásovec šestikruhý.
Rozlišuje se pět poddruhů s následujícím rozšířením:
- E. s. boliviae Thomas, 1907: Gran Chaco (Brazílie).
- E. s. flavimanus Desmarest, 1804: Mato Grosso (Brazílie), východní Paraguay, Uruguay a severovýchodní Argentina.
- E. s. setosus Wied, 1826: východní a jihovýchodní Brazílie.
- E. s. sexcinctus Linnaeus, 1758: jižní Surinam a jižní Brazílie.
- E. s. tucumanus Thomas, 1911: severozápadní Argentina, mj. provincie Tucumán.

## Popis

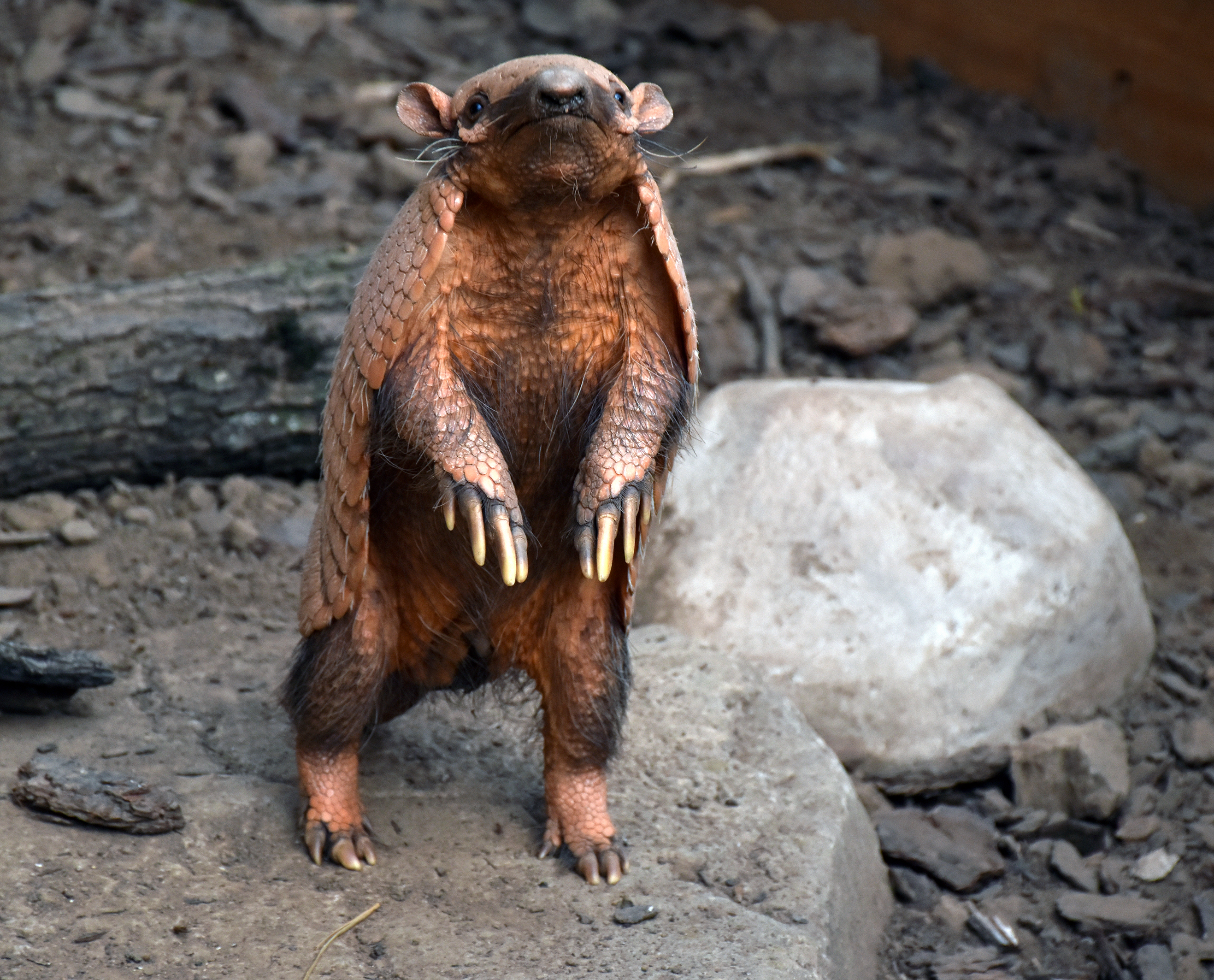
Pásovec šestipásý na zadních končetinách

Jedná se o největšího zástupce tribu Euphractini a jednoho z největších pásovců vůbec. Od hlavy po konec těla měří kolem 40–50 cm, ocas je dlouhý 12–24 cm, uši 32–47 mm a hmotnost se pohybuje v rozmezí 3,2–6,5 kg. V zajetí může dosáhnout hmotnosti až 11 kg; schopnost nabrat takto velké zásoby tuku byla spojována s adaptací na období s nedostatkem potravy. Kondylobazální délka lebky je kolem 100 mm. Velikostně jej předčí jen pásovec velký (Priodontes maximus) a pásovec Kapplerův (Dasypus kappleri).
Většina jedinců je dobře osrstěna světlými chlupy. Druhovým znakem je mj. zploštělá a zašpičatělá hlava s 6–8 pásy na krunýři. Přední okraj ramenního štítu postrádá pohyblivý pás šupin, jako je tomu u ostatních druhů z rodu Euphractus. Krunýř má bledě žlutou barvu, někdy světle hnědou či načervenalou. Hlavový štít je složen z poměrně velkých destiček. Křížový štít má dva až čtyři otvory, ze kterých ústí pachové žlázy. Horní čelist ukrývá 9 párů a spodní 10 párů zubů.

## Výskyt
Areál rozšíření je ve srovnání s ostatními druhy pásovců velkorysý. Zabírá celou střední část Jižní Ameriky od jižního Surinamu a severní Argentiny přes Uruguay, Paraguayi a Bolívii až po severovýchod Brazílie. Nevyskytuje se v provincii Buenos Aires (srovnej s pásovcem štíhlým (Chaetophractus vellerosus), jehož izolovaná populace se v provincii nachází).
Pásovec šestipásý je ve svých nárocích na stanoviště značně přizpůsobivý. Obývá savany, primární a sekundární lesy, cerrady, křoviny, lesní okraje, lužní a listnaté lesy, avšak může se vyskytovat i v oblastech zemědělských polí a pastvin nebo plantáží (cukrová třtina, dřevo). V oblastech bez tlaku lovců se jedná o běžně se vyskytující, hojný druh. Studie jihovýchodní Brazílie odhadla hustotu populace na 0,14 jedince na hektar. Obývá stanoviště od hladiny moře do 1600 m n. m.

## Biologie a chování

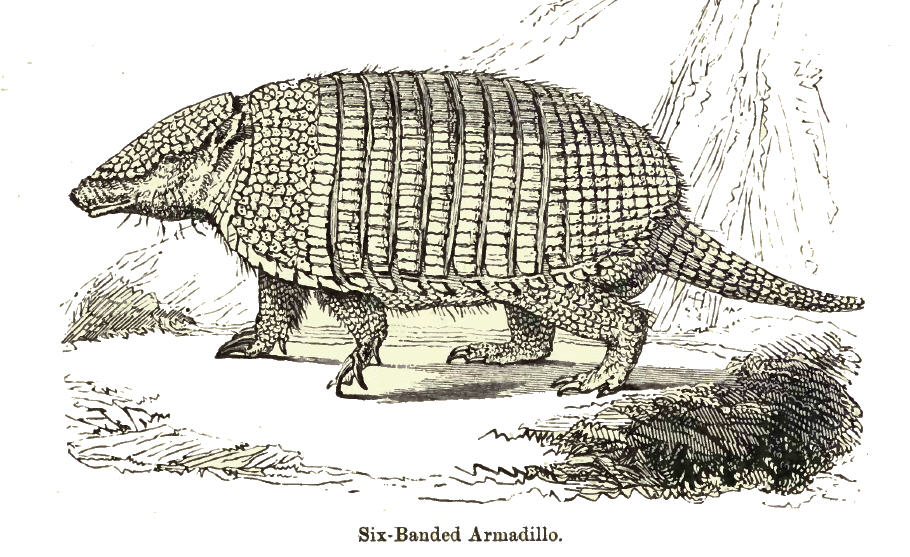
Kresba pásovce šestipásého (1894)

Může být aktivní ve dne i v noci. Podobně jako ostatní pásovci, i pásovec šestipásý si s oblibou vyhrabává nory, které používá k úkrytu, odpočinku i k vrhu mláďat. Nory mívají délku kolem 1–2 metrů a na rozdíl od jiných pásovců využívá své nory opakovaně. Vchod do nory značkuje s pomocí pachových žláz. V zajetí se může rozmnožovat po celý rok, doba gestace trvá 60–65 dní. Samice vrhá 1–3 mláďata, laktace trvá asi 55 dní. Novorozeně váží kolem 95–115 g. Rodí se se zavřenýma očima, k jejich otevření dochází ve věku 22–25 dní. Dospívají ve věku 9 měsíců.
Jedná se o všežravce s širokou potravní paletou. Požírá rostlinný materiál včetně palmových ořechů a ovoce, mršiny i menší obratlovce, jako jsou hlodavce. Zrak má jen chabý a při lovu se spoléhá na svůj čich.

## Ohrožení a ochrana
Mezinárodní svaz ochrany přírody (IUCN) ve své zprávě o vyhodnocení stavu populace pásovce šestipásého z roku 2012 považoval druh za málo dotčený se stabilní populací. Jedním dechem však tato organizace dodává, že druh je hojně loven na maso, občasně i pro použití v lidové medicíně nebo k výrobě různých předmětů. Argentinští domorodci využívají ocas pásovce šestipásého jako křesadlo k rozdělávání ohně s pomocí pazourku.